# Partito della Democrazia e dello Sviluppo
Il Partito della Democrazia e dello Sviluppo (in swahili: Chama cha Demokrasia na Maendeleo - Chadema) è un partito politico conservatore fondato in Tanzania nel 1992.

## Risultati elettorali
| Elezione          | Voti      | %     | Seggi    |
| ----------------- | --------- | ----- | -------- |
| Parlamentari 1995 | 396.825   | 6,16  | 4 / 269  |
| Parlamentari 2000 | 300.567   | 4,23  | 5 / 295  |
| Parlamentari 2005 | 888.133   | 8,20  | 11 / 323 |
| Parlamentari 2010 | 2.271.941 | 27,05 | 48 / 350 |
| Parlamentari 2015 | 4.627.923 | 31,75 | 70 / 357 |